# الشقيف (فلم)
الشقيف أو بيفورت أو بوفورت (بالعبرية:בופור) (بالإنجليزية: Beaufort)، فيلم حربي إسرائيلي عام 2007 باللغة العبرية، أخرجه جوزيف سيدار.

## القصة
يتحدث عن قصة مجموعة من الجنود الإسرائيليين المتمركزين في موقع استيطاني قبل انسحاب القوات عام 2000 من لبنان.

## جوائز
الفيلم ترشح للاوسكار عام 2008 كأفضل فيلم بلغة اجنبية، وفاز بـ 5 جوائز أخرى.

## وصلات خارجية
- مقالات تستعمل روابط فنية بلا صلة مع ويكي بيانات

1. ↑  Awards www.imdb.com  نسخة محفوظة 16 ديسمبر 2019 على موقع واي باك مشين.